# Aloe elkerriana
Aloe elkerriana är en grästrädsväxtart som beskrevs av Dioli och T.A.Mccoy. Aloe elkerriana ingår i släktet Aloe och familjen grästrädsväxter.
Artens utbredningsområde är Etiopien. Inga underarter finns listade i Catalogue of Life.